# Naftule Brandwein
Naftule Brandwein, ook wel Naftuli Brandwine, (Przemyslany, 1884 – New York, 1963) was een Joods-Amerikaans klarinettist en invloedrijk klezmermusicus.
Naftule Brandwein werd geboren in Galicië in Polen (nu Oekraïne) in een familie van klezmermuzikanten die deel uitmaakten van Chassidische Stretindynastie gesticht door rabbi Yehuda Hirsch Brandwein van Stratin. Zijn vader Peysekhe speelde viool en was een improviserend bruiloftsdichter (badkhn). Van diens dertien zonen speelde Moyshe viool, hoorn en ventieltrombone, Mendel speelde piano, Leyzer slagwerk, en Azriel cornet. Azriel werd Naftules eerste muziekleraar en zou blijvende invloed hebben op zijn spel.
In 1908 emigreerde Brandwein op negentienjarige leeftijd naar de Verenigde Staten waar hij al snel een grote naam werd in het 78-toerentijdperk als zelfuitgeroepen "King of Jewish Music". Brandwein wordt tot de eerste golf van Amerikaanse klezmerartiesten gerekend; diegenen die hun stijl nog hadden opgedaan in de oude wereld. Tussen 1922 en 1927 nam hij vierentwintig platen op, eerst als lid van het orkest van Abe Schwartz en na 1923 als soloartiest.
Brandwein stond zowel bekend om zijn kleurrijke persoonlijkheid als om zijn muzikale talent. Hij speelde soms met neonreclame "Naftule Brandwein Orchestra" om zijn nek en met zijn rug naar het publiek om zijn vingerzettingstrucs te verbergen. Ook droeg hij bij gelegenheid kerstverlichting als onderdeel van zijn kostumering waardoor hij door overmatig transpireren een keer bijna geëlektrocuteerd werd. In zijn drukke spel maakte hij niet alleen gebruik van joodse, maar ook van Griekse, Turkse en zigeunerinvloeden. Met zijn levendige manier van spelen liet hij de muziek voortdurend de toonladders op en neer gaan met veelvuldig gebruik van trillers, glijers en andere versieringen. Brandwein wordt vaak als contrast tegenover Dave Tarras, de andere veelgeroemde klarinettist uit zijn tijd met een veel conservatievere stijl gezet.
Brandwein stond bekend als onbetrouwbaar, kon niet van blad spelen en had een reputatie als vervelende dronkaard. Vanaf het midden van de jaren twintig werd de vraag naar zijn traditionele benadering van klezmermuziek steeds kleiner. Hij maakte zijn laatste plaatopname in 1941 en sleet zijn laatste jaren spelend in de Borscht Belt in betrekkelijke anonimiteit.
Hoewel hij de klezmerrevival van de jaren zeventig niet heeft kunnen meemaken, heeft hij in belangrijke mate bijgedragen aan een nieuwe generatie klezmermuzikanten die hem als inspiratiebron aanhalen. Zijn plaatopnames dienen daarbij als voorbeeld van de speelwijze en versieringen die zich lastig laten vangen in bladmuziek.